# 고가철도
고가철도(高架鐵道)는 교통이 번잡한 대도시의 철도에서 다수의 차량을 빠른 속도로 빈번하게 운전하기 위해서 사람이나 자동차의 교통상 평면 교차를 피할 필요가 있을 때, 선로를 높이 축조하여 타 교통 수단과 무관하게 차량을 운전할 수 있도록 부설한 철로를 의미한다.

## 예시
- 서울 지하철 2호선의 한양대 - 잠실나루 구간, 대림 - 신대방 구간.
- 서울 지하철 4호선의 불암산역 - 창동역 구간, 동작대교 - 동작 구간.
- 부산 도시철도 1호선의 구서역 - 동래역 구간.
- 부산 도시철도 2호선의 양산역 - 금곡역 구간.
- 부산 도시철도 3호선의 대저역 - 구포역 구간.
- 부산 도시철도 4호선의 반여농산물시장역 - 안평역 구간.
- 부산-김해 경전철의 전 구간.
- 의정부 경전철의 전 구간.
- 인천 도시철도 1호선의 계양역 - 귤현역 구간.
- 인천 도시철도 2호선의 검단오류역 - 왕길역 구간, 검암역 - 검바위역 구간, 인천대공원역 주변구간.

## 같이 보기
- 도시철도
- 철도